# Tragèdia de Benagalbón
Es coneix com la Tragèdia de Benagalbón els fets que van succeir al poble de Benagalbón (Província de Màlaga) arran d'un intent de manipulació de les eleccions a Corts l'any 1914. El nom ve donat per la narració que en va fer Eduardo Sanjuán Albi.
El 8 de març del 1914 van tenir lloc a Espanya les eleccions a Corts. Al poble de Benagalbón, l'elecció va donar com a guanyadors els candidats republicans. La negativa de l'interventor monàrquic Juan Arias de signar l'acta va originar un aldarull que va desembocar en l'assassinat del caporal de la Guàrdia Civil Domingo Almodóvar Sánchez, degollat. La represàlia no es fa esperar i són detinguts vuitanta-quatre veïns de Benagalbón d'ideologia republicana. Tretze van ser sotmesos a Consell de Guerra a Màlaga els dies 3 i 4 de desembre de 1914, la resta van ser posats en llibertat per manca de proves. Enrique Roldán González és condemnat a mort com a autor físic del degollament del caporal Almodóvar, així com la seva dona Dolores Gómez Villalba i el seu fill Enrique Roldán Gómez, acusats de col·laboració en l'assassinat. Un Consell Suprem de Guerra celebrat a Madrid el 15 de maig de 1915 i presidit per Fernando Primo de Rivera ratifica la sentència, però el Consell de Ministres del dia 25 de maig, pressionat per la premsa republicana canvia la condemna per la de cadena perpètua. El polític republicà malagueny Pedro Gómez Chaix intenta infructuosament que els Roldán siguin inclosos en les lleis d'amnistia que es dicten els anys 1918 i 1919.
Dolores Gómez Villalba compleix condemna a Alcalá de Henares, mentre que els homes de la família Roldán, després de passar per Cartagena i Ocaña, són enviats al penal de San Miquel dels Reis, on hi està reclòs, recordem, Lluís Verdaguer. Un cop obtinguda la llibertat del taverner, part del comitè pro-indult de Lluís Verdaguer, entre els que hi figuren Eduardo Sanjuán i Bartomeu Amigó, volen anar a rebre l'ex-reu a la seva sortida de la presó i acompanyar-lo a Barcelona. I és així com entren en contacte amb Enrique Roldán Gómez, que els explica la seva situació, amb la qual de seguida se solidaritzen. Sanjuán escriu a les pàgines del diari El Diluvio: “La causa es noble; es además, de un humanitarismo que se halla muy por encima de los intereses y credos de banderías y de miras y compadrazgos políticos”.
Amigó, per la seva part, aprofita el seu càrrec per influir en l'opinió de la Confederación Gremial Española. En una reunió com a representant de la Unión Gremial amb el dictador Miguel Primo de Rivera, treu el tema: “En breve el señor Llopis y yo hemos de realizar un viaje a Madrid para gestionar algunos asuntos que afectan a las clases gremiales y aprovecharemos esta circunstancia para reiterarle de palabra al general Primo de Rivera nuestro ferviente deseo de que se les conceda el indulto a los reos de Benagalbón”. El 5 de juliol de 1924, com a vocal del comitè la Confederación Gremial Española envia un telegrama al Dictador. El telegrama és reenviat a al general Adolfo Vallaespinosa Vior, auditor de Guerra del Directori militar de Primo de Rivera.
Resulta decisiva la visita que el corresponsal de El Diluvio a Madrid, Eugeni Duch Salvat, fa a Dolores Gómez Villalba el 7 de desembre de 1924. Duch Salvat escriu un commovedor article a El Diluvio que mou les consciències. Bartomeu Amigó envia l'article i un telegrama al Secretari del Directori militar, Godofredo Nouvilas i aquest es compromet a ensenyar-li l'article a Primo de Rivera. També envia un telegrama a la Reina Victòria Eugènia, mentre que, per la seva part, la seva esposa de Carme Robira Tecla (Barcelona, 1888-Barcelona, 13 d'abril de 1951) envia un telegrama a les filles i germanes de Primo de Rivera.
Godofredo Nouvilas aconsella els promotors de l'indult que promoguin una instància. Bartomeu Amigó i Farreras es posa en contacte amb el jurisconsult Bota, que dona forma a la instància, signada per María, Dolores, Encarnación, José i Concepción Roldán Gómez, fills i germans dels reus. Duch Salvat, qui disposa de grans influències a Madrid, la remet a la Secretaria del Directori militar el 9 de gener de 1925. La gestió sembla que dona fruits i el diari El Diluvio dona per acabada la campanya el 12 de gener de 1925.
El Capità General de la IV Región Militar (que comprèn Catalunya), Emilio Barrera, s'interessa per la causa i remet el següent telegrama al general Vallespinosa, Vocal del Directori militari auditor de Guerra:
| « | Mi querido amigo: El Presidente de la Confederación Gremial Española y al mismo tiempo de la Agremiación de Taberneros y Similares ha venido a verme en representación de los mencionados organismos, interesándose por la aprobación por parte del Directorio Militar de conceder a la familia Roldán, el indulto del resto de la pena que sufren por los sucesos políticos ocurridos en Benagalbón (Málaga) en el año 1914 y cuyo expediente según me manifiestan parece está bien informado y se encuentra en poder de Vd. Rogándole por mi parte tenga la bondad de hacer cuanto pueda a favor del mencionado indulto. Anticipo las gracias y se reitera de Vd. Suyo. Affmo, buen amigo. q.e.s.m | » |

La resposta de l'Auditor sembla positiva, però l'expedient que el Directori ha de remetre al Consell Suprem de Guerra és retingut, per les reticències d'alguns militars a derogar el Consell de Guerra. Entretant, algunes entitats de Màlaga s'adhereixen a la campanya pro-indult.

Finalment la influència de Nouvilas en el Directori el fa inclinar cap a l'indult, que es confirma en un comunicat de l'11 de juliol del 1925.